# スウェーデン国立歴史博物館
座標: 北緯59度20分05秒 東経18度05分25秒 / 北緯59.33472度 東経18.09028度

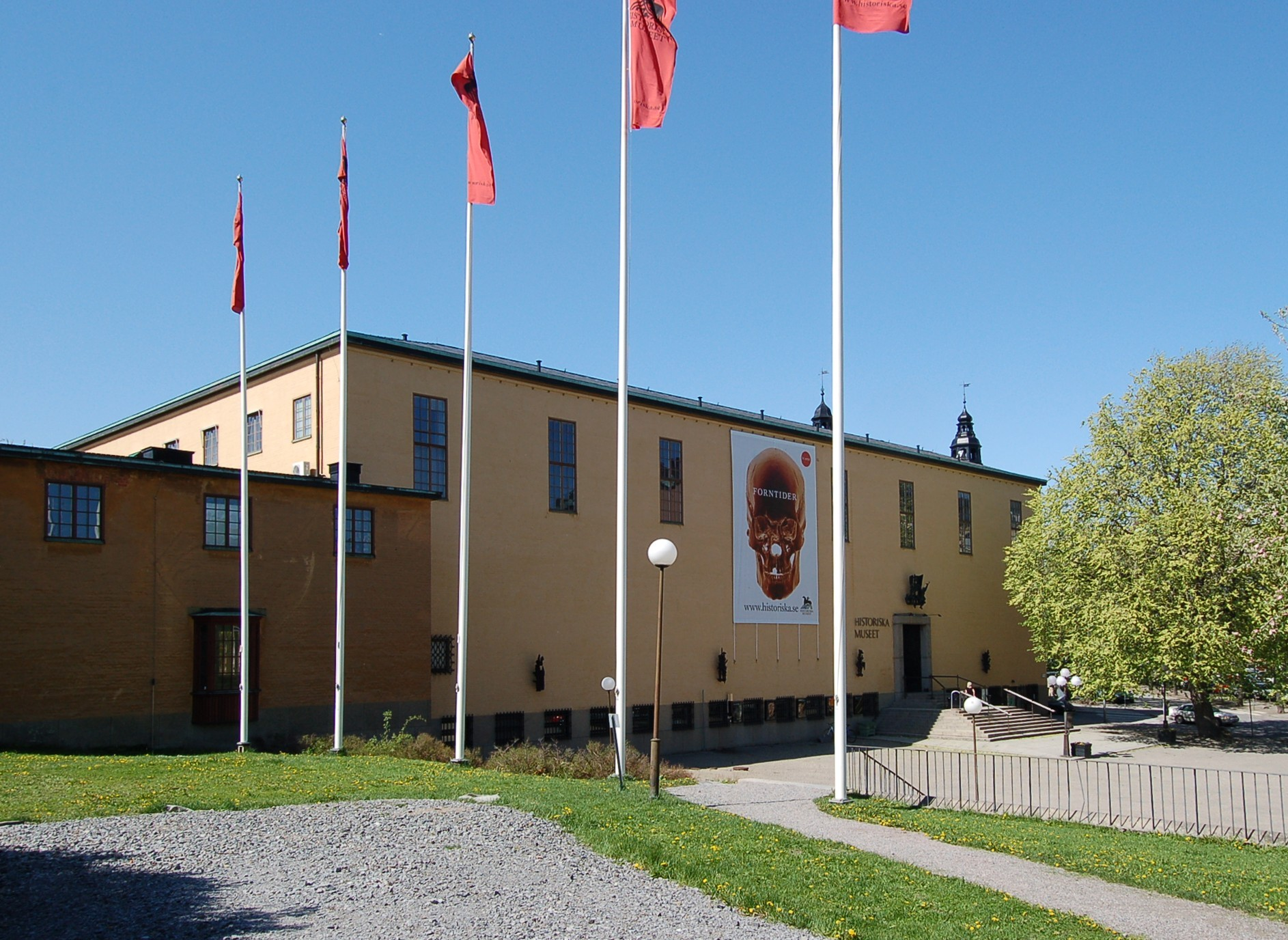
2006年6月の博物館。

スウェーデン国立歴史博物館（-こくりつれきしはくぶつかん）は、スウェーデンのストックホルムにある、石器時代から16世紀にかけてのスウェーデンの文化史と美術品を展示紹介する博物館である。
スウェーデン語ではHistoriska museet、またはより正式にはStatens historiska museumとして知られる。英語表記はSwedish Museum of National Antiquities。